# Макдональд, Кевин Данкан
Ке́вин Да́нкан Макдо́нальд (родился 22 ноября 1960 года в Инвернессе, Шотландия) — шотландский футболист и футбольный тренер. Известен как игрок английских клубов «Лестер Сити» и «Ливерпуль».
Он также имел опыт тренерской деятельности, в последний раз как исполняющий обязанности главного тренера «Астон Виллы» после отставки Мартина О’Нила 9 августа 2010 года. До этого Макдональд работал в качестве помощника тренера сборной Ирландии, а именно бывшего партнёра по «Ливерпулю», Стива Стонтона, полученный опыт он использовал, чтобы тренировать «Астон Виллу». В 1994 году он также провёл несколько месяцев в качестве временного тренера «Лестер Сити».

## Клубная карьера
Макдональд перешёл в «Ливерпуль» из «Лестер Сити» за £ 400000 в ноябре 1984 года. Он был обнаружен «Лестером» во время игры в клубе из Лиги Хайленд, «Каледониан».
Он никогда не имел регулярного места в основе на «Энфилде», но он был в команде в нужное время. Он помог «Ливерпулю» завоевать чемпионский титул в 1986 году, а затем сделать «дубль» (только третьей в XX веке), когда он внёс вклад в победу над «Эвертоном» в 1986 году в финале кубка Англии на «Уэмбли».
В начале следующего сезона Макдональд сломал ногу. К тому времени, как он выздоровил, Кенни Далглиш заменил его на Стива Макмахона на позиции центрального полузащитника, у Макдональда не было шансов вернуться в первую команду «Ливерпуля». Позже он играл на правах аренды за свой бывший клуб, «Лестер», а также за «Рейнджерс». В июне 1989 года он перешёл в «Ковентри Сити», где доигрывал лучшие годы своей карьеры. В апреле 1989 года, незадолго до того как он покинул «Ливерпуль», Макдональд вместе со своими товарищами по команде сплотились вокруг семей погибших в трагедии на Хиллсборо.

## Руководство и тренерство

### «Лестер Сити»
В ноябре 1994 года Макдональд был назначен исполняющим обязанности главного тренера «Лестер Сити» на короткий период между уходом Брайана Литтла и приходом Марка Макги.

### «Астон Вилла»
В августе 2010 года после немедленной отставки бывшего тренера «Астон Виллы», Мартина О’Нила, он взял на себя роль исполняющего обязанности тренера клуба. Ранее он успешно руководил резервами «Виллы» и был помощником тренера сборной Ирландии, Стива Стонтона. Макдональд был нанят «Астон Виллой» в 1995 году и занимал ряд различных должностей в клубе.
Первая игра Макдональда как и. о. прошла на «Вилла Парк» против «Вест Хэм Юнайтед» в день открытия сезона 2010/11 Премьер-лиги, матч «Вилла» выиграла со счётом 3:0, в том числе свой последний гол как игрок «Виллы» забил Джеймс Милнер. Затем «Вилла» сыграла со счетом 1:1 в отборочном первом матче Лиге Европы против «Рапид Вена». Его вторая игра в лиге закончилась поражением со счётом 6:0 от «Ньюкасл Юнайтед». 29 августа он выиграл захватывающий матч против «Эвертона» со счётом 1:0.
Воскресная газета 31 августа сообщила, что Макдональд выразил желание управлять «Виллой» на постоянной основе. Несмотря на эти претензии, «Вилла» назначила Жерара Улье на пост постоянного тренера 8 сентября 2010 года. Однако Макдональд оставался у руля в течение следующих двух матчей Премьер-лиги против «Сток Сити» и «Болтон Уондерерс» в связи с тем, что Улье решал свои вопросы с Французской федерацией футбола.
С уходом Улье и Гари Макаллистера Макдональд и Гордон Коуэнс стали главными претендентами на пост главного тренера, однако в июне 2011 года тренером команды стал Алекс Маклиш.
13 декабря 2018 года «Астон Вилла» отстранила Макдональда от работы в клубе после обвинений в издевательствах со стороны экс-полузащитника Гарета Фаррелли. Фаррелли дал интервью газете The Guardian, в котором сказал, что в 1990-е годы Макдональд относился к нему «жестоко недоброжелательно». Кроме того, Фаррелли утверждал, что Макдональд был «невероятно агрессивным, постоянно издевался словесно и физически». «Вилла» инициировала внутреннее расследование, и Макдональд был временно отстранён от работы с игроками. 20 августа 2019 года «Астон Вилла» объявила об уходе Макдональда. «Астон Вилла» извинилась перед всеми бывшими игроками, которые выступили в рамках расследования поведения Кевина Макдональда. В заявлении клубов говорится: «„Астон Вилла“ хочет извиниться перед всеми бывшими игроками, на кого повлияло поведение, которое клуб насегодня не допустит».

### «Суиндон Таун»
28 февраля 2013 года было объявлено, что Макдональд назначен главным тренером «Суиндон Таун». Макдональд привёл команду в плей-офф Первой лиги 2013 (клуб занял 6-е место), где «Суиндон» в полуфинале проиграл по пенальти со счётом 5:4 «Брентфорду».
12 июля 2013 года он не смог принять участие в предсезонном товарищеском матче с «Форест Грин Роверс» на «Нью Лайн», по официальной версии «Суиндона», из-за «личных проблем». По истечении шести месяцев со дня подписания контракта было объявлено, что Макдональд покинул клуб.

## Статистика
По состоянию на 6 мая 2013.
| Команда             | Страна | С               | До               | Результат | Результат | Результат | Результат | Результат | Результат | Результат | Результат |
| Команда             | Страна | С               | До               | P         | W         | D         | L         | GF        | GA        | GD        | W%        |
| ------------------- | ------ | --------------- | ---------------- | --------- | --------- | --------- | --------- | --------- | --------- | --------- | --------- |
| Лестер Сити (и. о.) | Англия | 22 ноября 1994  | 14 декабря 1994  | 4         | 1         | 1         | 2         | 5         | 7         | −2        | 025,0     |
| Астон Вилла (и. о.) | Англия | 9 августа 2010  | 19 сентября 2010 | 8         | 2         | 3         | 3         | 10        | 14        | −4        | 025,0     |
| Суиндон Таун        | Англия | 28 февраля 2013 | 13 июля 2013     | 14        | 4         | 5         | 5         | 20        | 19        | +1        | 028,6     |
| Итого               | Итого  | Итого           | Итого            | 26        | 7         | 9         | 10        | 35        | 40        | −5        | 026,9     |